# 橙鰭沙鰍
橙鰭沙鰍（學名：Yasuhikotakia modesta）為輻鰭魚綱鯉形目沙鰍科的其中一種，為熱帶淡水魚，會進行季節性洄游，具夜行性，生活習性不明，為高經濟價值的觀賞魚，市面上又名阿凡達鼠、藍鼠等等。

## 分布
本魚分布於亞洲湄公河及湄南河流域。

## 特徵
本魚體色為藍灰色，因鱗很小，於是體色顯得淺而光亮。各鰭為橘紅色，與體色呈強烈對比，眼睛前部有一根可豎立的刺，有四對觸鬚。背鰭軟條12 -13枚；臀鰭軟條8至10枚；脊椎骨30至32枚。體長可達25公分。

## 生態
本魚通常棲息於大河底部泥濘的地方或被水淹沒的田野。性情害羞，屬雜食性（偏好肉食性），晚上捕食蠕蟲、甲殼動物與昆蟲。具迴游性，卵生。

## 經濟利用
為高經濟觀賞性魚類。

## 扩展阅读
- 維基物種上的相關：橙鰭沙鰍
- 维基共享资源上的相關多媒體資源：橙鰭沙鰍